# Уткісубані
Уткісубані (груз. უტყისუბანი) — село в Грузії.
За даними перепису населення 2014 року в селі проживає 57 осіб.